# 5426 Sharp
5426 Sharp è un asteroide della fascia principale. Scoperto nel 1985, presenta un'orbita caratterizzata da un semiasse maggiore pari a 1,9550550 UA e da un'eccentricità di 0,1164246, inclinata di 23,79440° rispetto all'eclittica.